# Gemidos de placer
Gemidos de placer és un film de terror eròtic de 1982 dirigida per Jesús Franco (en Espanya va ser qualificat S) basat en el llibre La Philosophie dans le boudoir, del Marquès de Sade. És un dels títols més coneguts entre els fans d'aquest director de culte.

## Sinopsi
Una vila aïllada a la costa espanyola. Fenul, al costat d’una piscina, toca la guitarra contemplant el cadàver d’un home nu flotant. Flaixbac. Antonio arriba a la vila amb la seva secretària i amant, Julia, que l’ha convidat a passar un cap de setmana amb ell. Julia és rebuda inicialment amb hostilitat per Marta, una jove asiàtica al servei d’Antonio i gelosa del seu amo. El mateix dia haurà de tornar Martine, l'esposa d'Antonio, d'una estada en una clínica psiquiàtrica. Durant una relació sexual violenta, Antonio i Julia decideixen que aquesta serà l'oportunitat adequada per desfer-se d'ella permanentment.
Però l'arribada de Martine es tradueix en noves ocasions eròtiques, contemplades per Fenul al so de la seva guitarra. No obstant això, el plaer està a punt de degenerar en violència i la primera víctima és Marta, assassinada en un llarg ritual per les altres dues dones després de tenir una aventura amb Antonio. Fenul arrossega el seu cos.
Cau la nit. Sembla que s'ha desenvolupat una estranya complicitat entre la secretària i l'esposa. Quan les dues dones s'acosten a l’Antonio, la Júlia fuig dient que encara no se sent preparada. Només en aquest moment descobrim que el pla real d'Antonio és fer-se matar per les seves dues dones, que ja s'havien conegut a la clínica psiquiàtrica convertint-se en amants.
Martine el consola, tranquil·litzant-lo que Julia trobarà el coratge. I així passa. El cos nu d'Antonio, estrangulat amb una cadena, és arrossegat a la piscina per Fenul, taralejant les notes de la marxa fúnebre de Chopin. En una altra habitació, Julia i Martine, finalment lliures de la presència del mascle, fan l'amor. Després, deixen la vila de la mà, mentre Fenul, sol amb la seva guitarra, contempla el cadàver del seu mestre flotant.

## Repartiment
- Lina Romay: Julia
- Antonio Mayans: Antonio
- Rocio Freixas: Martine
- Jasmina Bell: Marta
- Juan Soler: Fenul

## Producció
Sobre la pel·lícula, Jesús Franco va dir:
| « | La pel·lícula conté aproximadament 20 seqüències diferents. Hi ha una seqüència de 300 metres (en realitat hi ha molta d’aquesta longitud), però la que estic pensant parteix d’una piscina i es mou per tota la part exterior de la casa. Per tant, la pel·lícula és realment interessant tècnicament. Tot i l’ús de seqüències llargues, les escenes encara tenen ritme. Les vam provar moltes vegades, com si haguéssim de preparar un espectacle teatral; Vaig decidir rodar la pel·lícula en tan poques seqüències perquè la història comença a la posta de sol i acaba a la matinada. Hi ha moltes escenes connectades que tenen lloc en "temps real", cosa que em va donar la idea de minimitzar l'edició. Malgrat tots els esforços, quasi ningú no va veure la pel·lícula. I dels que ho van veure, ningú semblava adonar-se del que acabo de descriure. | » |